# جنگل‌های خزان‌دار آناتولی شرقی
جنگل‌های خزان‌دار آناتولی شرقی (به ترکی استانبولی: Eastern Anatolian deciduous forests) یک بوم‌ناحیه و جنگل‌ در ترکیه است.